# Pomacentrus nigromarginatus
Pomacentrus nigromarginatus är en fiskart som beskrevs av Allen, 1973. Pomacentrus nigromarginatus ingår i släktet Pomacentrus och familjen Pomacentridae. Inga underarter finns listade i Catalogue of Life.
Artepitet i det vetenskapliga namnet syftar på stjärtfenan som har en svart kant. Kroppens främre del är ljus gulgrå och den blir fram till ryggen och stjärten mer gulaktig. Där bröstfenan börjar finns en svart fläck. Fisken blir upp till 8 cm lång. Den har i ryggfenan 13 taggstrålar och 14 till 15 mjukstrålar. I analfenan finns 2 taggstrålar och 14 till 15 mjukstrålar.
Pomacentrus nigromarginatus förekommer från Sydostasien till centrala Japan och över norra Australien till Oceanien. Den dyker till ett djup av 50 meter. Arten vistas vid korallrev och klippor. Den gömmer sig ofta i sprickor. Födan utgörs av alger och smådjur. Under parningstiden bildas par. Honor lägger ägg som sedan bevakas av hannen.
För beståndet är inga hot kända. Hela populationen bedöms som stor. IUCN listar arten som livskraftig (LC).